# 衣笠球場
衣笠球場（きぬがさきゅうじょう）
- かつて京都府京都市にあった野球場。本項で詳述。
- 長崎県長崎市（旧三和町）元宮公園にある多目的広場の通称[1]。衣笠祥雄に由来する[2]。

衣笠球場（きぬがさきゅうじょう）は、1948年から1968年まで京都府京都市上京区（その後分区され、この地域は現在の北区に当たる）に存在した野球場である。

## 概要・歴史
1946年、立命館専門学校工学科（立命館大学理工学部の前身）と同校馬術講習所の一部を開墾して造成を開始。1948年8月31日、立命館大学硬式野球部の専用野球場として開設された。
当初は野球場に続いて陸上競技場、ラグビーやテニスなどの各種球技施設、プール、体育館も含めた総合グラウンドを建設することになっていたが、学生たちの猛烈な反対運動によってそれらの施設は建設断念へと追いやられた。
朝日新聞が2008年11月16日に立命館百年史編纂室に取材したところ、設立当初は「立命館衣笠球場」と呼ばれていたという。
西京極球場（現：わかさスタジアム京都）と並んで昭和戦後初期の京都府の主力球場として、建設翌年より大陽ロビンス戦を中心にプロ野球の公式戦でも使用された。1950年には京都市を発祥地とする映画会社の松竹がスポンサーとなって、松竹ロビンス（大陽ロビンスから改称）の本拠地球場として使用された。
しかし、同年9月完成の大阪球場にナイター設備が翌年に完成すると、同球場での主催試合が増え、プロ野球での使用はわずか数年で終わった。なお、松竹ロビンスが大洋ホエールズと対等合併して「洋松ロビンス」となった1953年から1954年にかけては、実質的に準本拠地野球場として使用された。行われたプロ野球のホーム球団の内訳は松竹ロビンス48、大洋ホエールズ4、中日ドラゴンズ4、近鉄パールス3、南海ホークス4、大阪タイガース2、東急フライヤーズ1の計66試合である（球団名称はいずれも最後の主催試合開催時）。
当時の衣笠球場の内野席は木造だったが、1951年、名古屋・中日スタヂアムの木造スタンドが全焼する大火災が発生したことを受けて、木造スタンドがプロ野球での使用が全面禁止となったため、1952年3月からプロ野球の使用を断念、用途を立命館大学の学生、並びにその関係者や、関西六大学野球連盟 (旧連盟)などアマチュア野球に限定することになった。
昭和30年代から40年代半ばにかけて、徐々に外野芝生席、一塁側内野スタンド、バックネット裏スタンドやフィールド自体も取り壊されて、やがて体育授業用のグランドや大学の建造物の敷地や広場や通路となり、現在は立命館大学衣笠キャンパスの一部として整備されている。
かつての衣笠球場は、現在の平井嘉一郎記念図書館、学生会館、存心館、中央広場などの付近に位置し、平井嘉一郎記念図書館の南東辺りにホームベースがあったと思われる。周辺の電柱には現在も「衣笠球場」と記載されている。
一部の野球ファンにとって思い出多い球場ではあったが、「学園にとってこの球場が積極的役割を果たしたとは到底言えない」と、『立命館百年史』は厳しく批判している。

## 脚注

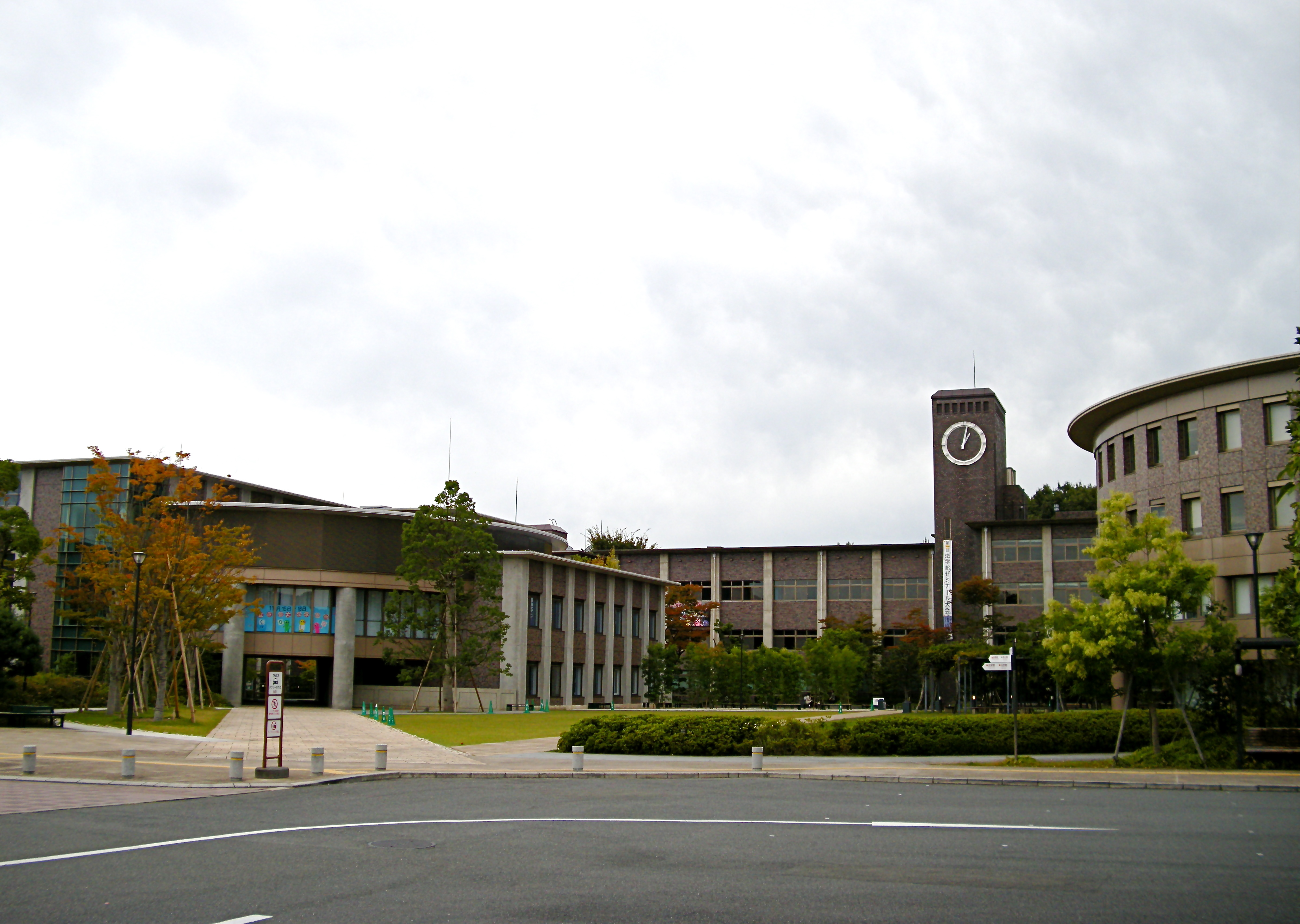
立命館衣笠球場跡